# Blossom Tales: The Sleeping King
『Blossom Tales: The Sleeping King』は、カナダとアメリカのクリエイターによるインディーゲームスタジオCastle Pixelが開発しFDG Entertainmentより2017年3月28日に発売されたアクションアドベンチャーゲーム。日本語版のタイトルロゴでは「Blossom Tales 花の王国と眠れる王様」と表記されている。

## 概要
ブロッサム王国（Kingdom of Blossom）を治めるランの王（King Orchid）に永遠の眠りの呪いをかけ王国を支配せんとする王の弟の魔法使いクロッカス（Wizard Crocus）の野望を阻止するべく、新米騎士の少女リリー（Lily）が冒険する。リリーは、王の目覚めに必要な3種類の植物を求めて各地を巡り、謎解き要素のあるダンジョンを攻略することになる。こうした本作の物語は、とある老翁が孫のリリーとクリス（Chrys）に聞かせるおとぎ話という劇中劇の形式になっている。ゲームのプレイ中には3人の会話のやり取りが随時挿入されるほか、一部会話の中で示される選択肢の選び方により物語内の登場キャラクターが変化する要素もある。
本作の開発は、Castle Pixelの処女作『Rex Rocket』が発売された2014年8月の直後から開始された。開発当初のリリーは、ワンピース姿の製品版とは異なり全身鎧を身に着けロボットのような容姿で描かれていた。2014年9月18日から10月18日の期間にはKickstarterを通じたクラウドファンディングが実施されたものの目標金額に到達せず失敗に終わったが、その後、FDG Entertainmentから資金提供の申し出があり開発が継続することになった。
本作を開発する上で影響を受けた作品として、インタビュー記事やFDG Entertainment公開のプレスキットでは、任天堂のゲームソフト『ゼルダの伝説 神々のトライフォース』とロブ・ライナー監督映画『プリンセス・ブライド・ストーリー』が挙げられている。
2022年には続編の『Blossom Tales II: The Minotaur Prince』が発売された。

## システム
本作の基本的なゲームシステムは上述の『ゼルダの伝説 神々のトライフォース』のものを踏襲しており、フィールドも同様にトップビューで描写されている。ダンジョンには謎解き要素が多く含まれ、特に、特定エリアの床パネルを重複せずに踏破する一筆書きのような謎解きやブロックを特定箇所まで運ぶ『倉庫番』のような謎解きが多用されている。ダンジョン最奥にいるボスキャラクターを倒せばダンジョンクリアとなり物語が進行する。
冒険の中で入手するアイテムは最大3つまでセットできる。爆弾、弓矢、ブーメランなど一部のアイテムは使用時にエネルギーゲージを消費する。このゲージは時間経過または回復アイテム使用により回復する。